# Tomaszewo (województwo pomorskie)
Tomaszewo – wieś kociewska w Polsce położona w województwie pomorskim, w powiecie starogardzkim, w gminie Zblewo.
W latach 1975–1998 miejscowość położona była w województwie gdańskim.